# Narcissus cantabricus
Espèce
Statut de conservation UICN

 LC  : Préoccupation mineure
Narcissus cantabricus est une espèce de plantes de la famille des Amaryllidacées présente en Algérie, au Maroc et en Espagne.